# DSA-207
La DSA-207 es una carretera perteneciente a la Red Secundaria de la Diputación Provincial de Salamanca que une la  DSA-204  con la  DSA-206 .
También pasa por la localidad de Morille.

## Origen y Destino
La carretera  DSA-207  tiene su origen en Mozárbez en la intersección con la carretera  DSA-204 , y termina en la intersección con la carretera  DSA-206  en Monterrubio de la Sierra, formando parte de la Red de carreteras de Salamanca.